# F-22猛禽戰鬥機
洛克希德·马丁F-22“猛禽”（英語：Lockheed Martin F-22 Raptor）是世界上第一款量產的第五代匿蹤戰鬥機，採单座双發動機設計。主要擔任確保戰區制空權的制空戰鬥機，额外任务包括对地攻击、电子战和信号情报。F-22自2005年进入美國空軍服役，用以取代上一代的主力F-15戰鬥機。洛克希德·马丁为主承包商，负责大部分机身设计、武器系统和F-22的最终组装。计划合作伙伴波音国防太空安全则提供机翼、后机身、航空电子综合系统和培训系统。
F-22是當代造价最昂貴的戰鬥機之一，也是當今世上最先進的戰鬥機之一。配備了AN/APG-77主动相位阵列雷達、AIM-9X紅外線空對空导彈、AIM-120C/D中程空對空导彈、二維F119-PW-100推力矢量引擎、先進整合航電與人機界面等。在設計上具備超音速巡航（不需使用後燃器）、超視距作戰、高機動性、對雷達與紅外線隐形等特性。據估計其作戰能力為前一代主力機種F-15的數倍，是新一代重型戰鬥機。另外，在開發F-22期間所建立的許多先進技術，也沿用到中型的F-35「閃電Ⅱ」（Lightning II）身上。洛克希德·马丁公司宣称“猛禽的匿蹤性能、灵敏性、精确度和态势感知能力结合，组合其空对空和空对地作战能力，使得它成为当今世界综合性能最佳的战斗机之一”。

## 開發

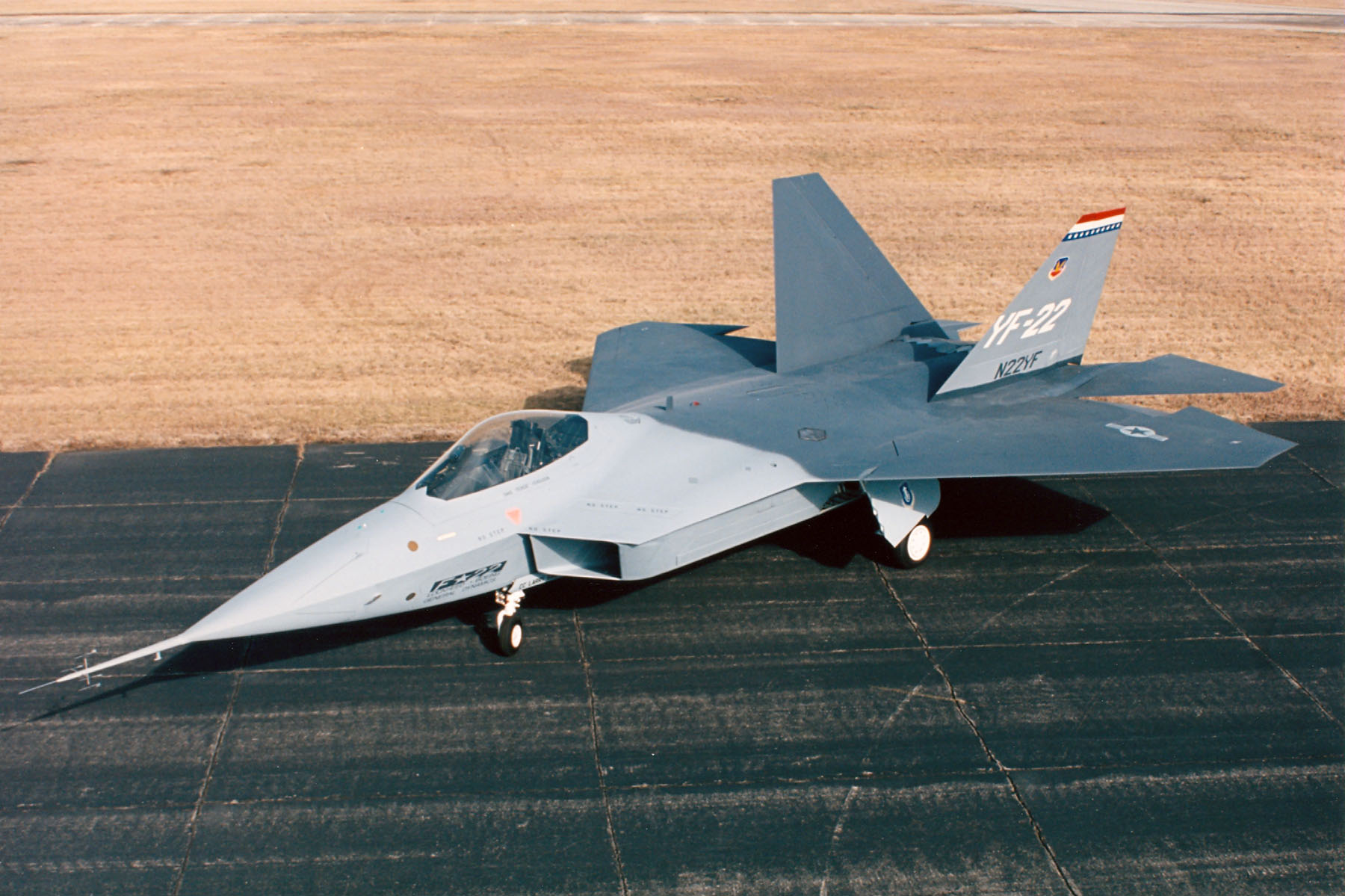
早期YF-22原型機

### 缘起
1981年，美国空军确定了对先进战术战斗机的需求，以取代F-15和F-16。空中优势战斗机计划代号为“高级天空”（Senior Sky）。它的研制过程中出现了新的全球性空中威胁，包括苏联防空系统的全新发展以及苏-27和米格-29战斗机的列装，而它也受到了影响。

### 製造
第一批的F-22于2003年1月14日交付给内华达州的内利斯空军基地，并在2003年10月27日完成“独初始作战试验与评价”。到2004年，共51架F-22猛禽战斗机已全部交付使用。
2006年，由洛克希德马丁公司和其他1,000家公司组成的猛禽开发集团和美国空军共同獲得了科利尔奖，这是美国航空领域的最富名望的奖项。美国空军将获得在七个现役作战中队之中抽调的F-22，并且由空军预备队和国家空军自卫队战斗中队三个部门共同执行飞行和维护任务。2000年8月中旬，美国空军与此前合作多年的洛克希德马丁公司续签了一个价值50亿美元的到2011年的生产合約，从2008年起，F-22猛禽战斗机开始以每年20架的速度生产。在2007年8月29日，洛克希德马丁公司举行了完成“第100架猛禽战机”生产里程碑的庆祝仪式，这架交付美国空军服役的新機生产序号是05-4100。

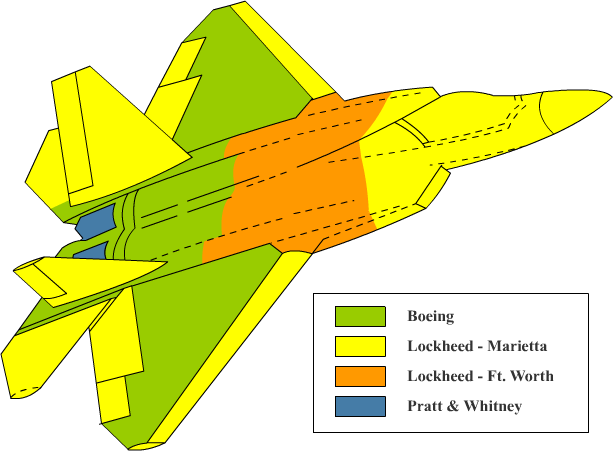
生產分工圖

### 采购
美国空军原计划以262亿美元订购750架ATF，并于1994年开始生产，然而在1990年进行的主要航空器审查上改为生产648架，并推迟到1996年开始生产。但是1997年由于经费不稳定，改为购买339架。2003年，美国空军指出现有的国会费用只够其购买227架。截止2006年，五角大廈声明将订购183架航空器，这将節省下150亿美元，但同时提高每个航空器的花费。这个为期多年的订购计划被國會批准，但同時仍然接纳新的订购计划。
2006年4月，美国政府问责办公室估计F-22的成本是每架3.61亿美元。这个费用反映出了F-22的总项目的费用，由美国空军各战斗部门分摊并按计划购买；到目前为止，美国空军已经在猛禽战斗机的研究、开发和测试方面投资了280亿美元。这部分被指为是“沉没成本”的费用已经支出并分别于用于未来政策的制定，包括一个战斗机的复制品。根据2006年181架战斗机的总成本计算，每架战斗机的成本估计为1.776亿美元。如果进一步提高产量，单位成本将会继续降低。这些费用包括了2000年之前已经在研究和开发上投入的32.33亿美元。
订购全部183架战斗机实际支出了340亿美元，该计划的总费用为620亿美元，每架战斗机的单位成本约3.39亿美元。之后每架F-22战斗机的增量成本可以大幅降低至大约1.38亿美元。若美国空军当前订购100架以上的F-22战斗机，每架的成本仍将下降，并可以随着订购数量的增加持续降低。
F-22猛禽战斗机于2005年第一次在美国猶他州正式开始服役。F-22并不是最昂贵的战斗机。B-2轰炸机每架的成本大约为11.57亿美元（1998年）。尽管其增量成本低于10亿美元，但从冷战结束之后订单数量从132架锐减到21架，大大提高了其单位成本。F-22使用比B-2轰炸机或F-117战机更少的雷达吸收材料，预计可以降低后期的维护费用。
2007年7月31日，洛克希德马丁公司获得了一个总价值73亿的包括60架F-22战斗机的长期合約。这个F-22战斗机的生产合約使该公司获得了183架战斗机的生产任务，并会在2011年扩大生产规模。

### 禁止出口
因为联邦法律的規定，F-22禁止出口。大多数美国战斗机客户转而要求进口較早期的战斗机如F-15或F-16，或者等待包含F-22的先进技术，更为便宜、灵活，且一开始就允许出口的F-35战斗机。
据报道日本政府有兴趣购买F-22战斗机用于其航空自卫队的战斗机替换计划。如果采购可行，很可能会变相出口（預先減少性能，但仍具有大多数先进航空电子设备和隐形性能）。但这种方法仍需要美国国会、联邦政府和國防部同意。另外，昂贵的单价以及培养飞行员的昂贵费用将会使日本的最高國防預算限额與国民生产总值的比例再提升1%。2009年6月9日，日本防衛大臣濱田靖一稱日本仍设法购买F-22，但有可能只購買40架作為精英中隊使用，剩下的戰力空隙使用無人機和地對空飛彈補足。
以色列空军首席采购官说：“以色列空军很乐意装备24架左右的F-22，但现在的问题是美国拒绝出口这种飞机，而且，2亿美元一架的价格（太高了）”。
一些澳洲的政治和国防评论者建议澳大利亚采购F-22而不是F-35。2006年，澳洲工党支持这提议，因已证明F-22是一种高性能战斗机，而F-35仍在研发中，其性能並無保证。但是总理霍华德及其政府否決购买F-22，因F-22没有专门为出口而研制，而且不具备足够对地和對海打击能力。这评論得到澳洲战略政策研究所支持，称F-22“在高昂的价格下却没有足够的多用途性”。这个分析遭到澳洲空军批评。
美国国会在2006年9月27日的一次美國参谋首长联席会议上討論了对F-22的禁止出口的政策。在华盛顿的讨论会议之后，美国国防部宣布F-22不会出口。
2007年，澳洲政府要求重新评估购买F-35和F/A-18E/F大黄蜂战斗机的计划。这个评估将包括F-22是否适合澳洲空军。此外，澳洲国防部长乔尔·菲茨吉称：“为了得到猛禽战斗机，我打算游说美国的政治家们（同意讓F-22出口）”。2008年2月，美国国防部长罗伯特·盖茨说他不反对将F-22出售给澳洲，可是国会需要修改现有法律。

### 停產

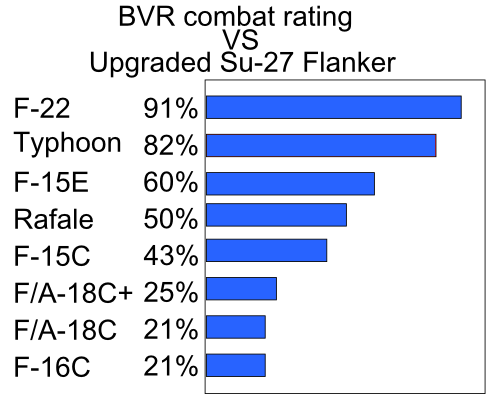
在與Su-27升級型視距外空戰中各種西方現役戰機的勝率，F-22號稱達91%

隨著金融海嘯蓆捲美國，衝擊全球經濟，美國經濟大幅下滑，美國政府財政緊絀，多項高價格的軍事項目被削減或中止，包括F-22戰機、導彈防禦系统、新型VH-71總統直升機项目和空軍的波音C-17环球霸王III新型運輸機等。
2009年4月6日，美國國防部公佈了2010年国防预算案，F-22“猛禽”战机将在再生产4架后关闭生产线。据美國國防部部長羅伯特·蓋茨提交的（且參眾兩院皆同意的）国防预算案，F-22隐形战机在再生产4架达到总数187架后，於2011年停产，成為美國史上生產週期最短的戰鬥機。2009年4月14日，美国空军部长迈克尔·唐利和参谋长Norton Schwartz将军亦表示，「购买更多F-22意味着能做的其它事情就少了，而空军预算裡有许多其它关键和紧迫需求」，停產F-22戰鬥機省下的資金可以處理更多事項。美国将加快采购F-35轻隐形战机，於2009年起5年間将购买513架。
由于俄罗斯和中国的第5代战斗机(Su-57與歼-20)的计划延迟，导致缺乏清晰空对空作战任务，加上避免高度機密性的隱身塗料外洩，導致猛禽的出口禁令，最終因飞机的制造成本过高、和其它使用计划（包括F-35和無人機），使得F-22的生產計畫提前終止。而已建立的F-22機隊的維護更是龐大的財政負擔，2009年4月，美国国防部建议停止新订单削減數量，经国会批准最终采购187架战斗机。“2010财年国防授权法”致使缺乏生产更多F-22的资金。2011年12月13日，第195架也是最后一架F-22上线（包含8架试验机和187架标准型）在多宾斯空军预备役基地举行。

## 技術特點

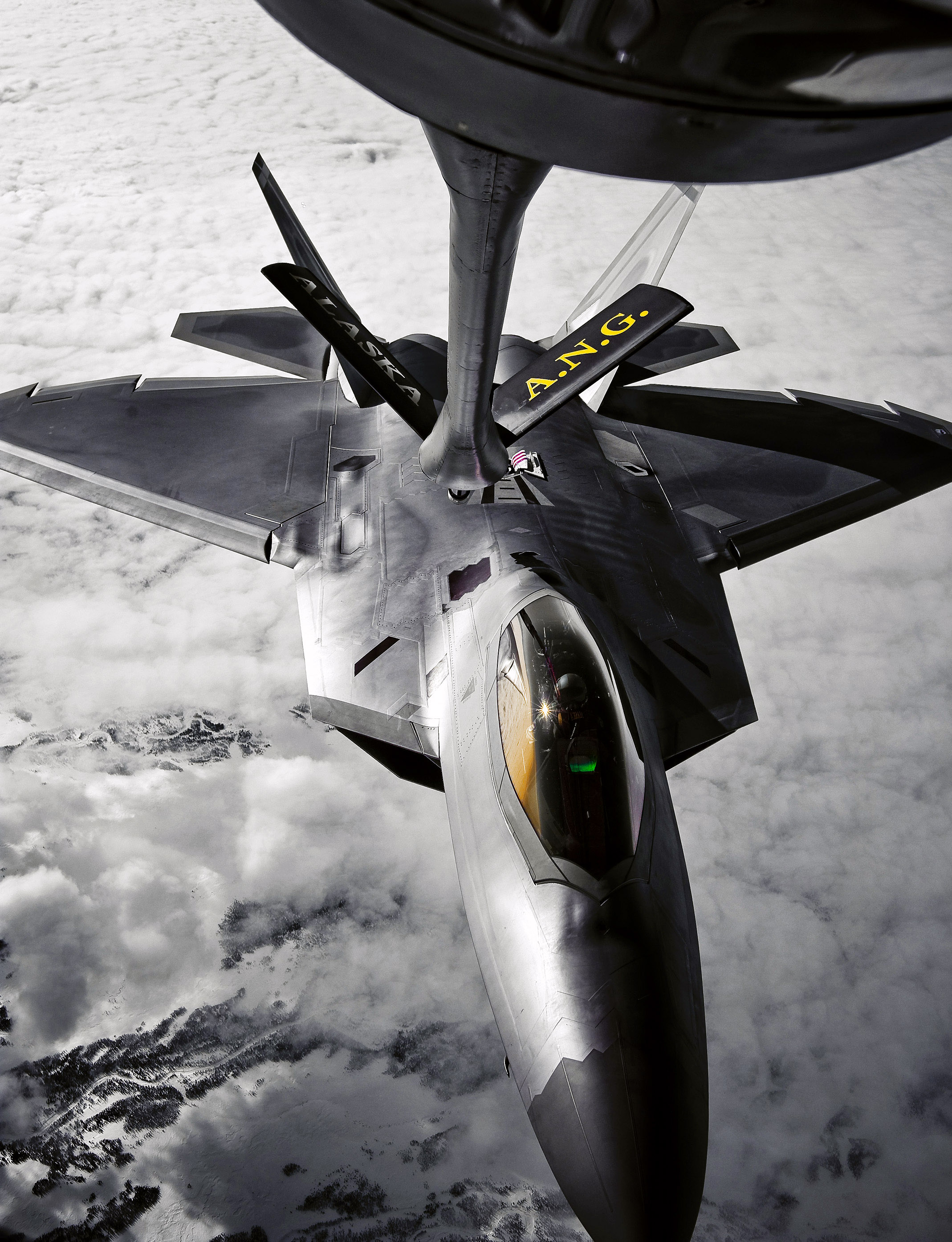
KC-135空中加油機與F-22

F-22採用雙垂尾雙發單座佈局。垂尾向外傾斜27度，恰好處於一般隱身設計的邊緣。其兩側進氣口裝在翼前緣延伸面（邊條翼）下方，與噴嘴一樣，都作了抑制紅外輻射的匿蹤設計，主翼和水平安定面採用相同的後掠角和後緣前掠角，都是小展弦比的梯形平面形，水泡型座艙蓋凸出於前機身上部，全部武器都隱蔽地掛在4個內部彈艙之中。

### 結構特點
水平面上為高梯形機翼搭配一體化尾翼的綜合氣動力外型，包括彼此隔開很寬和並朝外傾斜的帶方向舵型垂直尾翼，且水平安定面直接靠近機翼佈置。按照技術標準（小反射外形、吸收無線電波材料、用無線電電子對抗器材和小輻射的機載無線電電子設備裝備戰鬥機，其設計最小雷達反射面為0.005－0.01平方米左右）。在機體上還廣泛使用熱加工塑膠（12%）和人造纖維（10%）的聚合複合材料（KM）。在量產機上使用複合材料（KM）的比例（按重量）更將達35%。兩側翼下菱形截面發動機進氣道為不可調節的進氣發動機壓氣機冷壁進氣道呈S形通道。發動機二維向量噴嘴，有固定的側壁和調節噴管橫截面積；及可俯仰±20°角的可動上下調節板以偏轉推力方向。
從數據來看F-22的空重甚至超越F-15E打擊鷹，由於超音速巡航的需求，量產型的F-22使用了較原型機YF-22更大量的鈦合金，因鈦合金的重量遠超過複合材料，導致19,700公斤的空重遠超過Su-35和Su-57等戰機，另外為降低RCS將彈艙內置造成機身厚度較大，也是造成F-22空重較大的因素之一。

### 航電系統

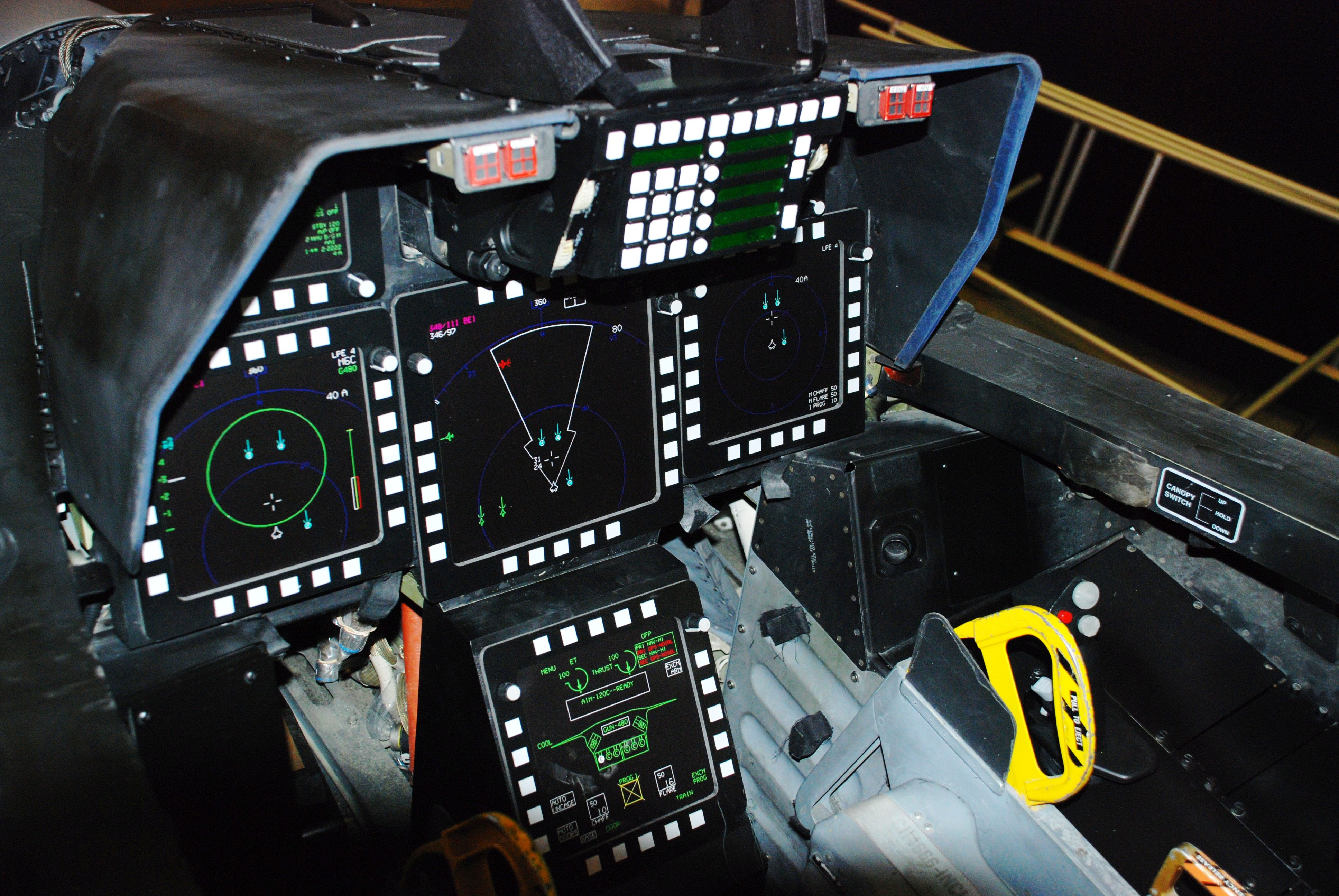
數位化儀表板

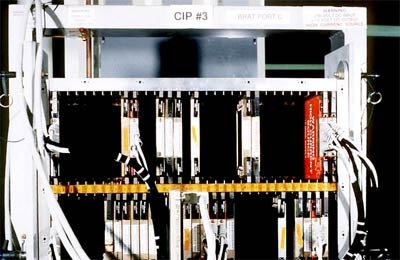
F-22中央電腦主機板

按TRW公司通用手冊研製的整套綜合機載無線電電子設備包括：中央數據綜合處理系統；綜合通訊、導航和識別系統ICNIA和包括無線電電子對抗系統的全套電子戰設備INEWS；具高分辨力的機載雷達AN/APG-77和光電感測器系統EOSS，兩個激光陀螺儀的超黃蜂LN-100F慣性導航系統（HHC）。機載雷達為帶電子掃描的主動相位陣列雷達，它包含了近2,000塊模組，其中使用了超高頻率範圍的單一積分系統技術。為提高隱蔽性，設計有雷達站被動工作狀態，在配合上ALQ-94的情況可以不啟動主動雷達達到在400KM外預警敵機的效果，它保證雷達站以主動狀態工作時信號更不容易被截獲。飛行員座艙內的自動儀表設備包括4台液晶顯示器和廣角儀它通過集中式數據處理系統與其他感測器和航空電子設備一起工作。處理器控制天線發射和接收波束的圖形，以及處理接收的雷達數據。
APG-77雷達的技術基礎是來自超可靠雷達（URR）計劃和空軍的有源相位陣列雷達試驗。超可靠雷達的獨特的特點是德州儀器公司的相位陣列（SSPA）天線。每個輻射元件的獨立發射和接收是這種系統設計中的創新之處，並確保提高了靈活性、小的雷達反射截面積和寬頻帶。

### 武器及挂载

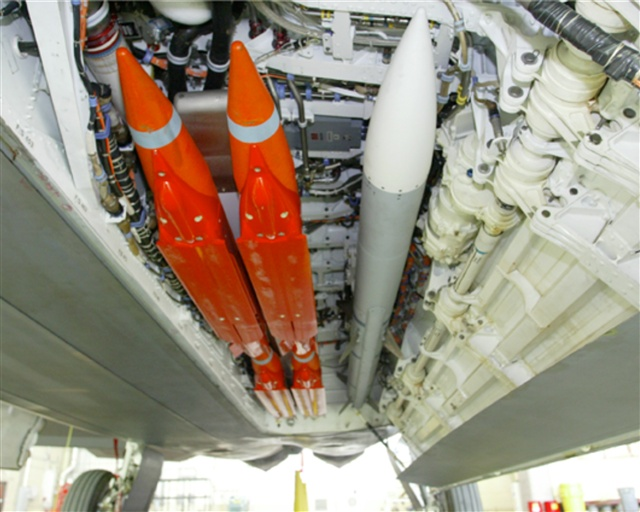
彈艙可掛對空對地武器

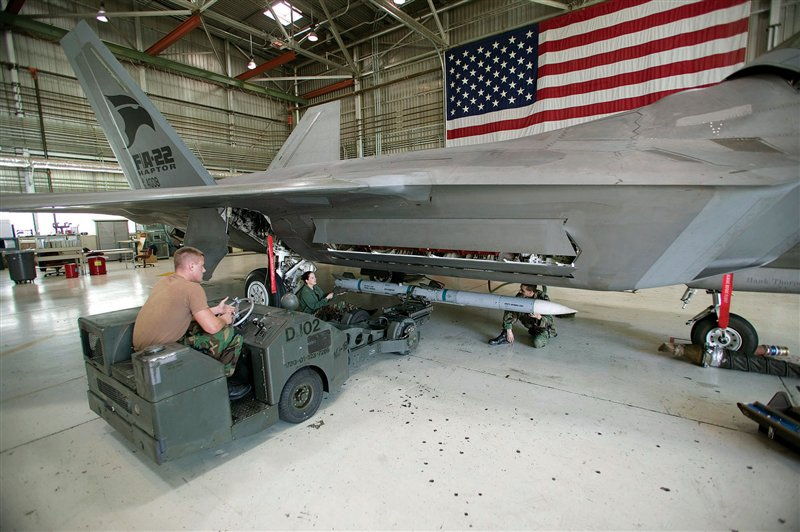
側邊彈庫裝載AIM-120

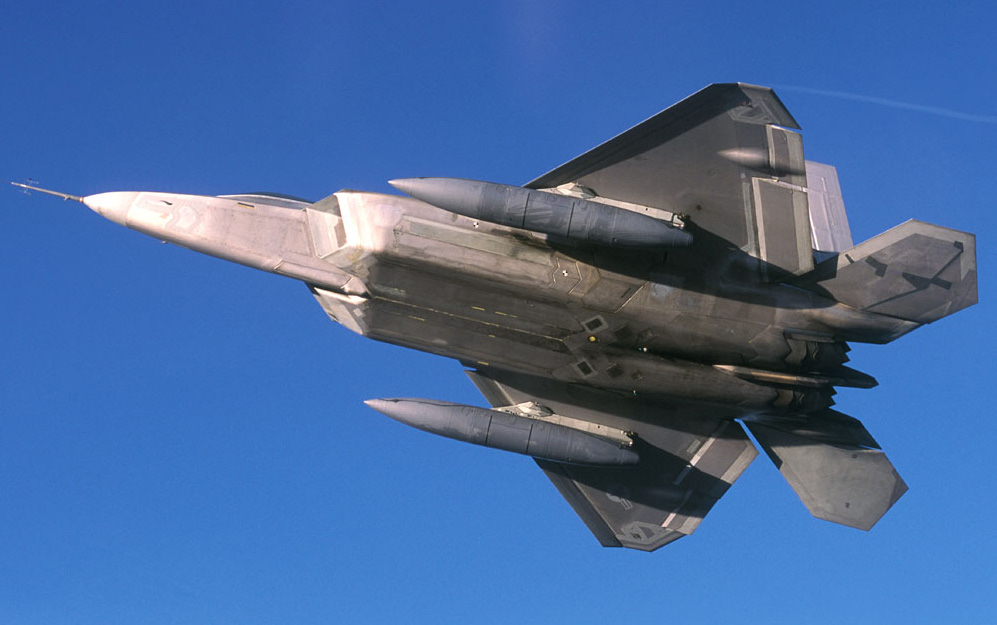
主翼下油槽加掛狀態

- 機砲：1門20mm M61A2火神式六管旋轉機砲，配有480發砲彈
- 空對空構型：
  - 6枚AIM-120先進中程空對空飛彈
  - 2枚AIM-9響尾蛇飛彈或2枚AIM-120先進中程空對空飛彈（左右側彈艙各一枚）
- 空對地構型：
  - 2枚GBU-32 JDAM
  - 2枚AIM-120先進中程空對空飛彈
  - 2枚AIM-9響尾蛇飛彈或2枚AIM-120先進中程空對空飛彈（左右側彈艙各一枚）
- 極限裝備構型：
  - 6枚AIM-120先進中程空對空飛彈或2枚聯合直接攻擊彈藥（JDAM)（機腹彈艙）
  - 2枚AIM-9響尾蛇飛彈或2枚AIM-120先進中程空對空飛彈（左右側彈艙各一枚）
  - 4枚AIM-9響尾蛇飛彈或4枚AIM-120先進中程空對空飛彈（左右側外掛載點各2枚）
  - 2個副油箱（左右側內掛載點各1個）

## 用户

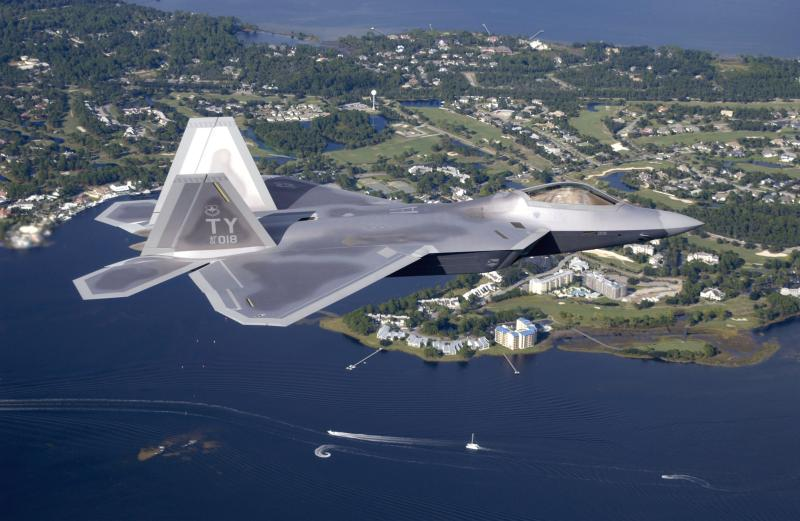
F-22 from Tyndall Air Force Base, Florida, cruising over the Florida Panhandle

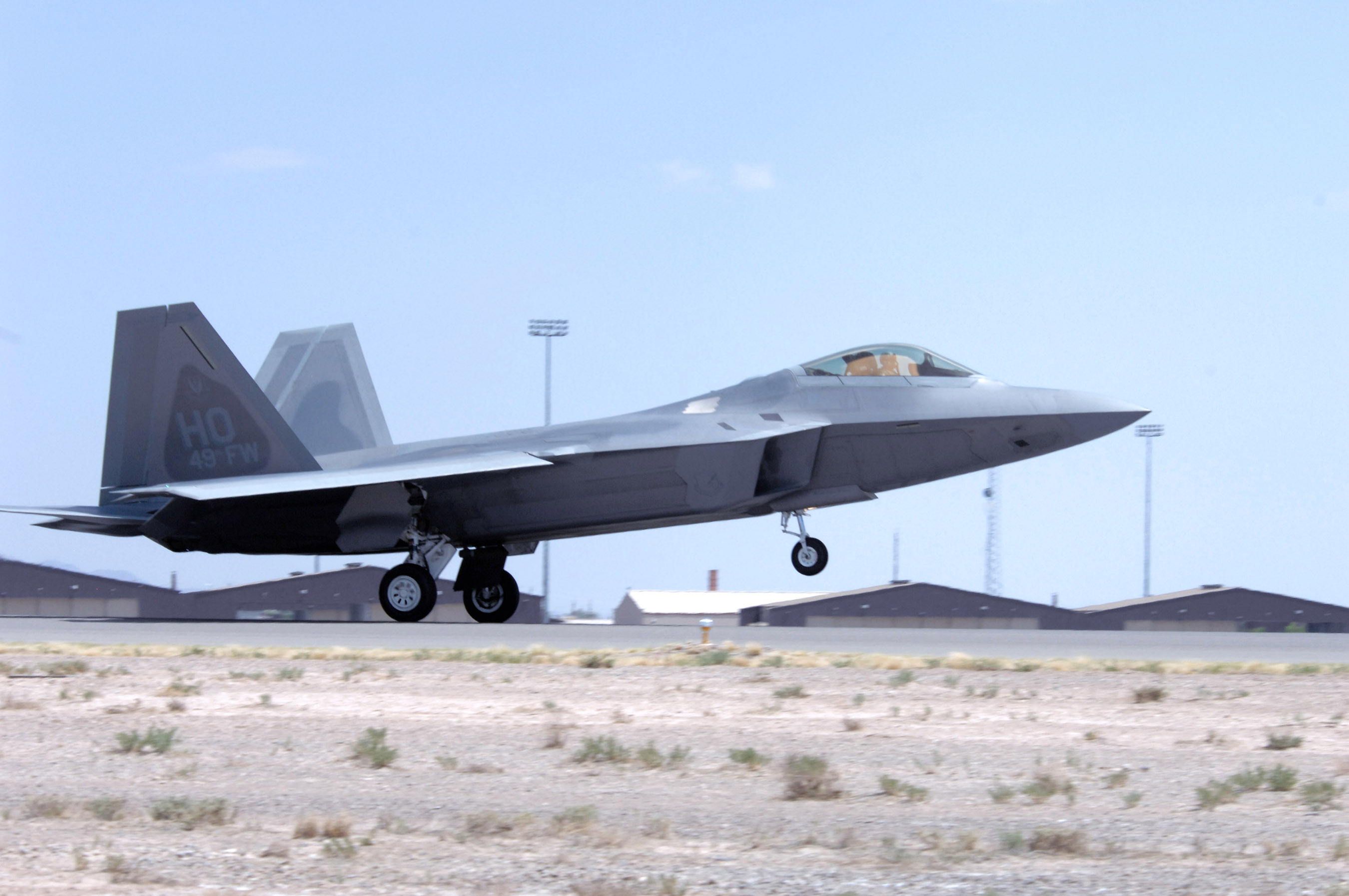
An F-22 landing at Holloman AFB, New Mexico

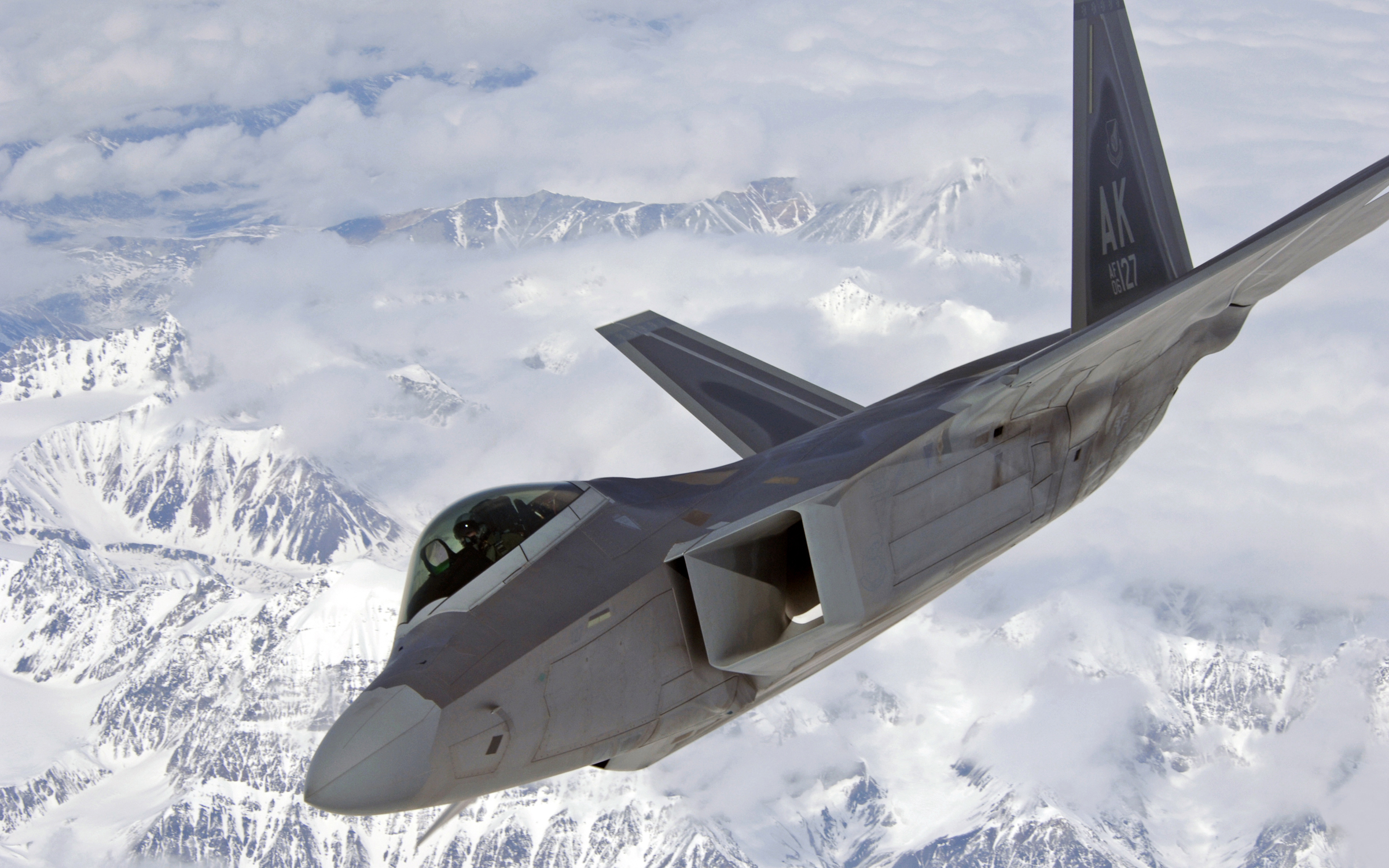
An F-22, based at Elmendorf AFB, Alaska, over mountain terrain

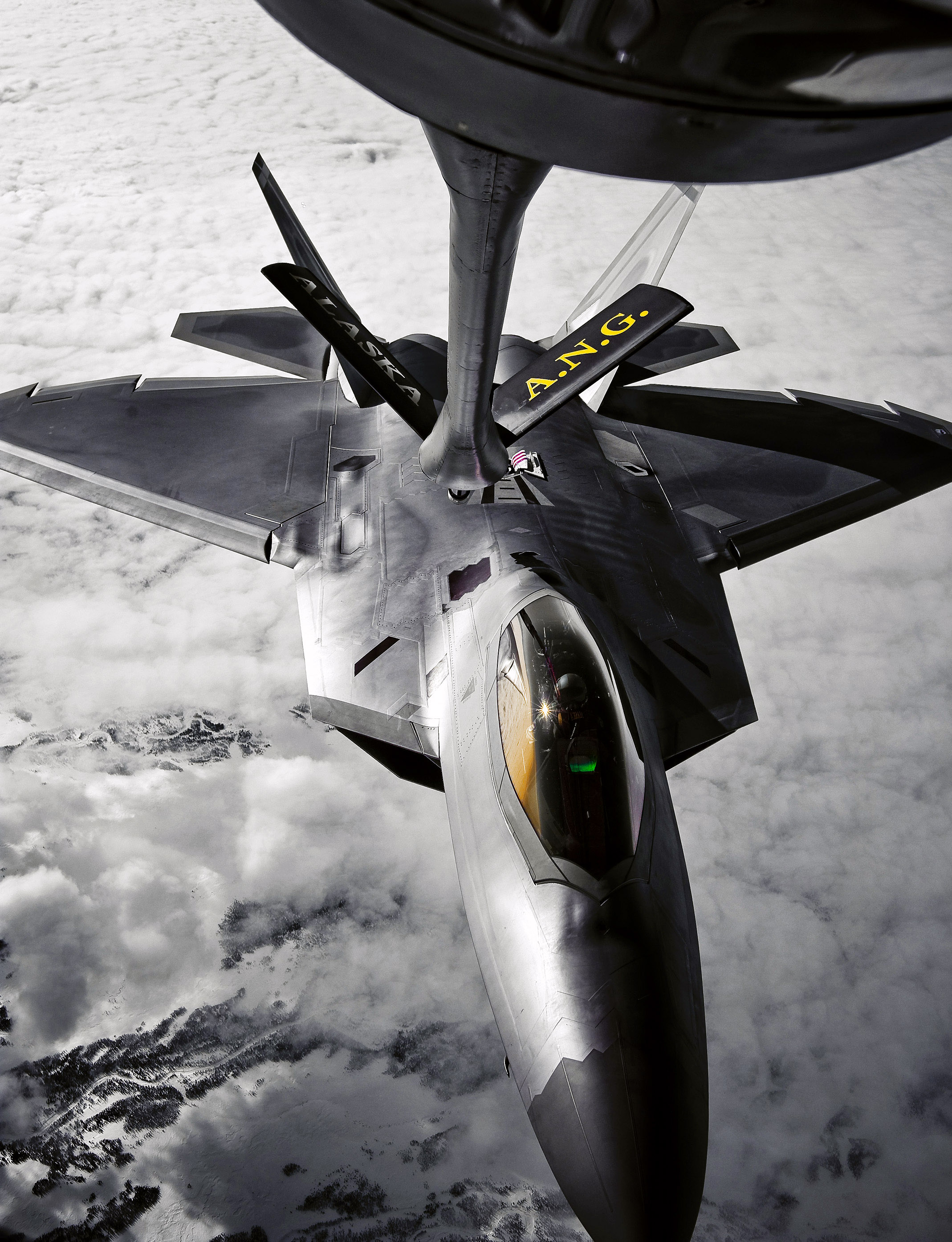
一架F-22接受空中加油中

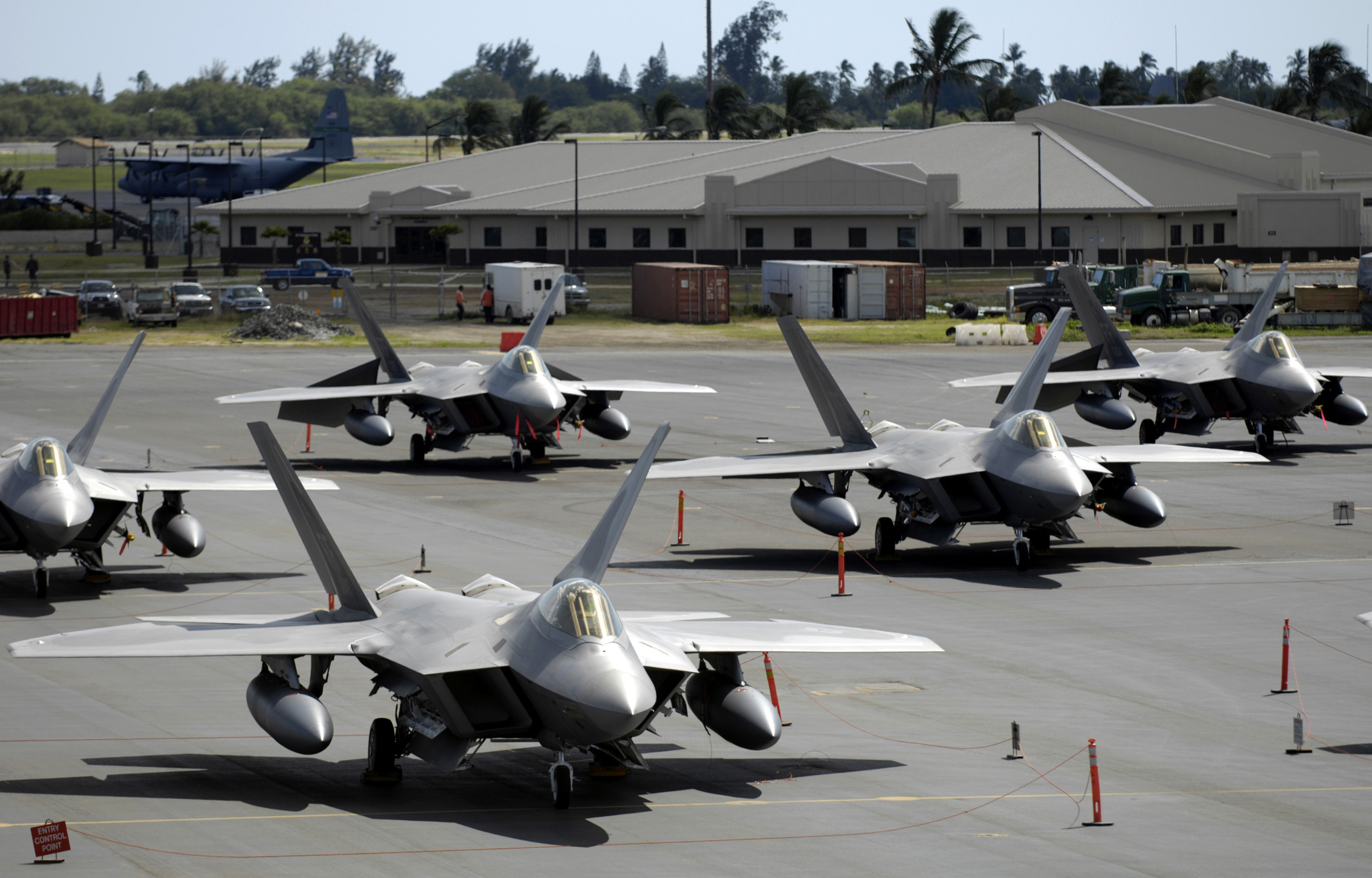
F-22挂载副油箱从蘭利空軍基地部署到嘉手纳空军基地途中

美国空军为F-22的唯一用户。截至2022年共有183架F-22现役
美国空军空战司令部(ACC)
- 第一战斗机联队（英语：1st Fighter Wing）-蘭利空軍基地（英语：Langley Air Force Base）,弗吉尼亚州[17]
  - 第27战斗机中队（英语：27th Fighter Squadron）
  - 第71战斗机中队（英语：71st Fighter Squadron） (训练单位)
  - 第94战斗机中队（英语：94th Fighter Squadron）
- 第53联队（英语：53rd Wing）-埃格林空军基地,佛罗里达州
  - 第422测试与评估中队（英语：422nd Test and Evaluation Squadron）
- 第57联队（英语：57th Wing）-内利斯空军基地,内华达州
  - 第433武器中队[18]
- 第325战斗机联队（英语：325th Fighter Wing）-廷德尔空军基地,佛罗里达州
  - 第43战斗机中队（英语：43rd Fighter Squadron）(2002-2023)[19]
  - 第95战斗机中队（英语：95th Fighter Squadron）(2013-2018)[20]

美国空军教育与训练司令部(AETC)
- 第49联队（英语：49th Wing） - 霍洛曼空军基地 (新墨西哥州)
  - 第7战斗机中队（英语：7th Fighter Squadron）(2008-2014)[21]
  - 第8战斗机中队（英语：8th Fighter Squadron）(2009-2010)[22]

美国太平洋空军(PACAF)
- 第3联队（英语：3rd Wing）-埃尔门多夫-理查德森联合基地（英语：Joint Base Elmendorf–Richardson）,阿拉斯加州[23]
  - 第90战斗机中队（英语：90th Fighter Squadron）
  - 第525战斗机中队（英语：525th Fighter Squadron）
- 第15联队（英语：15th Wing）-珍珠港-希卡姆联合基地, 夏威夷州
  - 第19战斗机中队（英语：19th Fighter Squadron）

美国空军国民警卫队(ANG)
- 第154联队（英语：154th Wing）-珍珠港-希卡姆联合基地,夏威夷州
  - 第199战斗机中队（英语：199th Fighter Squadron）
- 第192战斗机联队（英语：192nd Fighter Wing）-蘭利空軍基地（英语：Langley Air Force Base）,弗吉尼亚州[24]
  - 第149战斗机中队（英语：149th Fighter Squadron）

美国空军预备役司令部(AFRC)
- 第477战斗机大队（英语：477th Fighter Group）–埃尔门多夫-理查德森联合基地（英语：Joint Base Elmendorf–Richardson）,阿拉斯加州
  - 第302战斗机中队（英语：302nd Fighter Squadron (United States)）[25]

美国空军装备司令部(AFMC)
- 第412测试联队（英语：412th Test Wing）-爱德华兹空军基地, 加利福尼亚州
  - 第411测试中队（英语：411th Test Squadron）

## 任務及部署

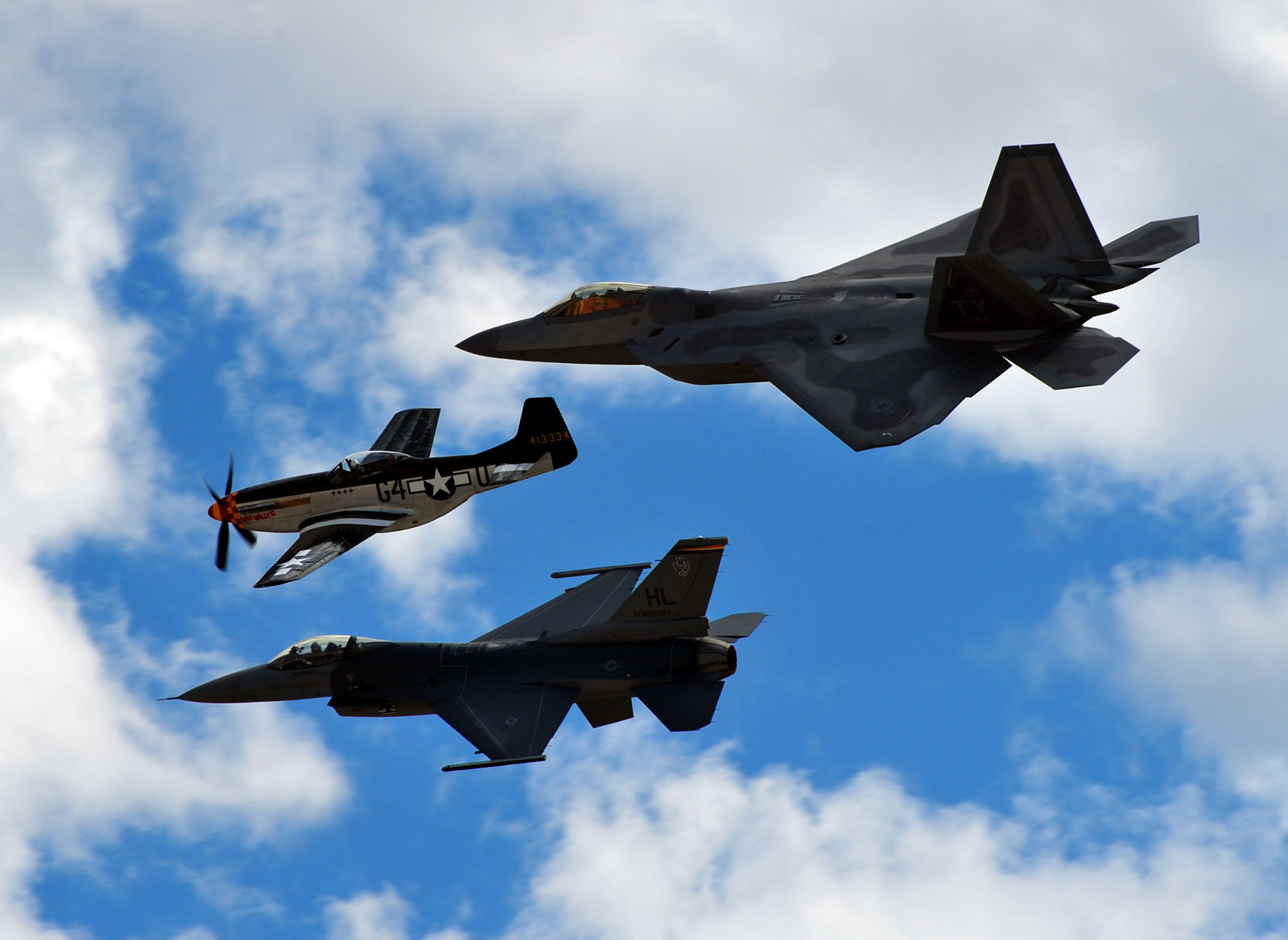
在航空展中與P-51野馬式及F-16戰隼式戰鬥機並排飛行的F-22，三者皆是3個不同戰鬥機世代的主力與後援作品。

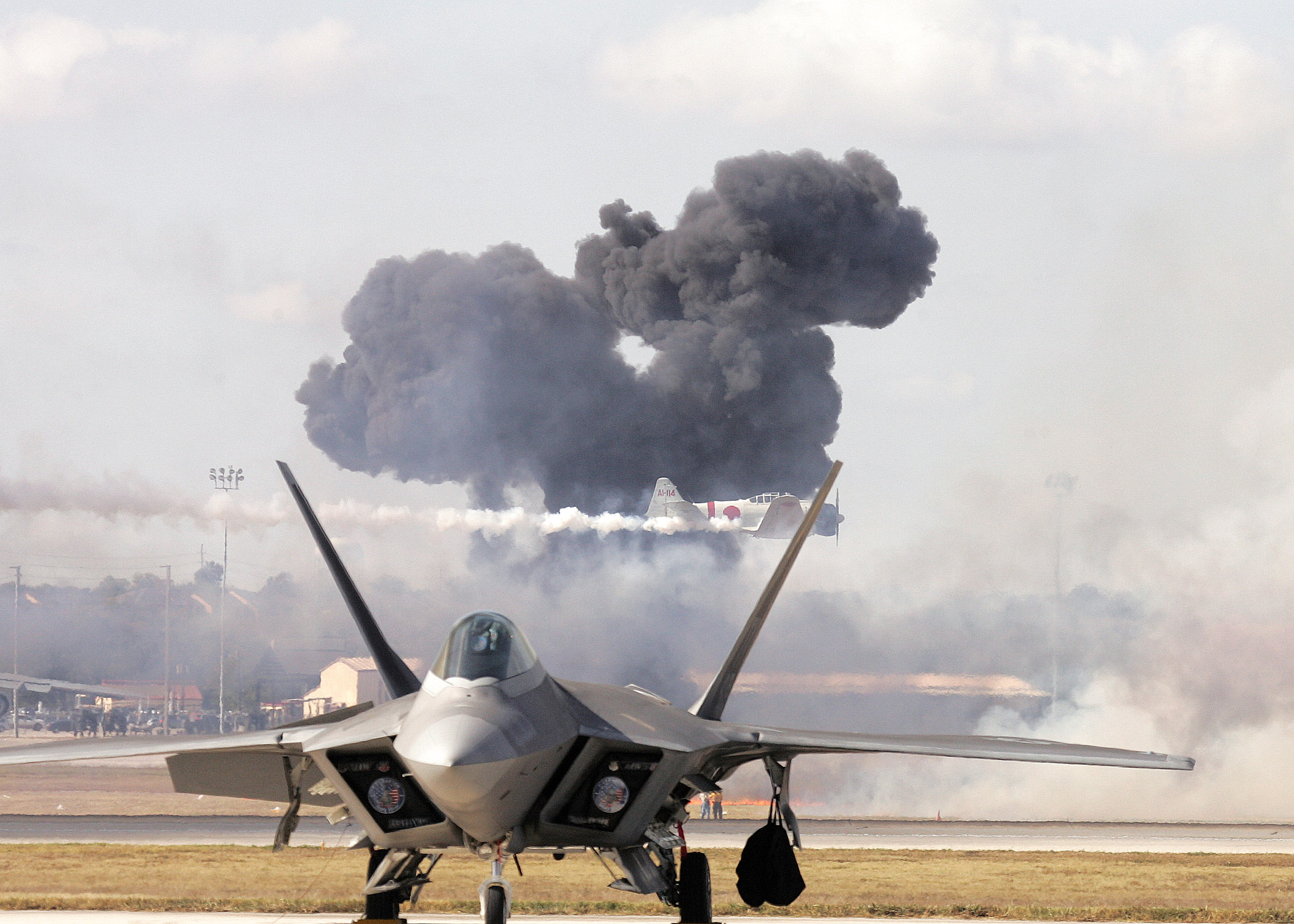
F-22參加珍珠港事件紀念活動

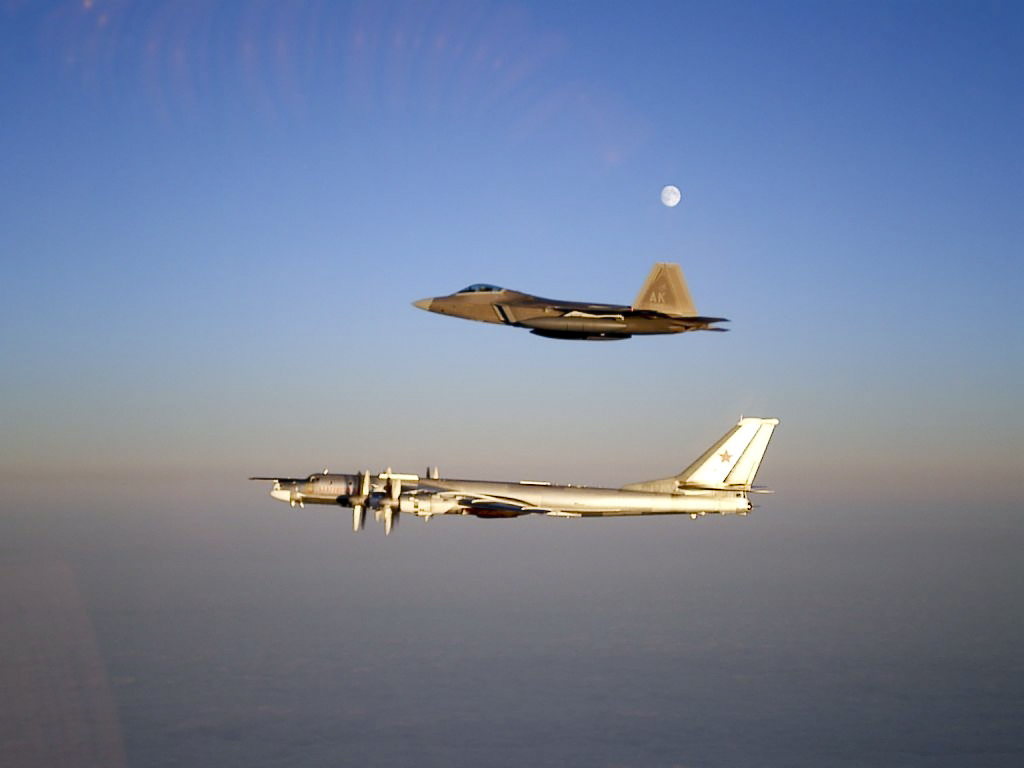
F-22於阿拉斯加上空拦截Tu-95

因為法律限制F-22不能出口，美國目前是F-22的唯一使用者。8個中隊部署在阿拉斯加，在維吉尼亞州蘭利空軍基地（Langley）也有一支F-22中隊（第27中隊）於2005年5月12日成立。預計在2010年，美軍將於夏威夷希肯空軍基地正式部署F-22A一中隊。另外的一支F-22中隊也曾于2007年2月駐守日本嘉手納空軍基地，4月與日本航空自衛隊戰機展開聯合飛行訓練，5月初陸續撤離，為期3個月，此為F-22首次在美國國土以外的軍事基地駐守。
2007年11月22日：F-22猛禽戰鬥機第一次亮相，這架F-22隸屬阿拉斯加第90戰機中隊，攔截兩架俄羅斯Tu-95MS熊式H型轟炸機，這也是F-22戰機第一次奉北美空防司令部之命執行攔檢任務。
2008年7月中至8月初，F-22A進駐關島安德森空軍基地，參與「叢林之盾（Jungle Shield）」演習。2010年5月，美國空軍駐日本沖繩嘉手納基地發言人宣佈，將從美國新墨西哥州霍羅曼空軍基地（Holloman）調派12架F-22戰鬥機到嘉手納基地，臨時部署約4月。此行是因應南韓宣佈天安艦被北韓襲擊而沉沒的事件的調查結果之後的東北亞緊張局勢。7月25日，F-22將參與美國與韓國進行的聯合軍事演習。
2011年1月7日，美國空軍宣佈，將从隸屬于美国阿拉斯加州基地调派15架F-22戰鬥機到日本沖繩縣的美軍嘉手納基地臨時部署四個月，並表示此次臨時部署是為了突出美國對於重要夥伴日本的防務，展現確保整個太平洋地區穩定與安全的決心。
2014年9月22日：F-22猛禽戰鬥機第二次出任務，前往敘利亞邊境轟炸伊斯蘭國的據點。
2022年7月28日，美國空軍證實，派出六架F-22匿蹤戰機（F-22 Raptors）從阿拉斯加出發，經英國中轉、並進駐波蘭境內，做為加強北約（NATO）盟邦共同防衛力量的一部分，這也是美國第二次派遣F-22戰機進駐波蘭。前一回要回溯到2015年，當時僅出動2架F-22戰機訪問波蘭。六架F-22戰機將進駐波蘭瓦斯克基地（Łask, Poland），並參與未來北約各種聯合演習與防空飛行任務，幫助保護周邊更多盟國的領空安全。

## 維護

### 設計初期評估
F-22的戰鬥損耗率在10年後僅為F-15的1/20（在與俄製Su-27的虛擬戰鬥中，F-22和SU-27的損耗率為1比10），維修人員將減半，一個中隊20年中的維持成本將比F-15少5億美元。F-22可用超音速巡航飛到遠方並進行「隱形超視距作戰」，美國空軍對此充滿信心，現正將F-22列為裝備部隊。
F-22在設計階段就將維護與可靠度一併考量，以期降低全壽命週期的維修成本與人力需要。
在服役前對F-22的維修和後勤方面評估包括：
1. 在高出擊情況下，F-22僅需要15分鐘就可以進行下一次出擊。
2. 專用維修電腦可以讓地勤技術員在發動機運轉時，不需要進入駕駛艙就可以讀取所需資料。這些維修電腦當中儲存有1,300份維修技令。
3. 大部分的維修可直接在機庫或是維修廠進行，節省更多人力。
4. 一個中隊24架F-22執行30天的任務僅需要8架次C-141運輸機補給和258名技術員[30]。
5. F-22可以在平均8.5架次出動後才需要重大維修，而F-15只有5.4架次。
6. 其它的資料提到空運支援架次上，一個F-15中隊需要14架波音C-17环球霸王III，而F-22只需要5架。[31]

### 服役後實測統計
2009年2月，美國國內的一份報告指出，F-22的任務妥善率（Mission Capable Rate）僅有60%。對此，美國空軍回應這在新系統部署時常見。其它報導提到平均每飛行1.7小時，F-22就會有重大的系統錯誤而無法執行任務。
2010年美國國會審計辦公室的報告指出F-22的機身結構腐蝕的狀況遠比預期的嚴重，國防部編列2億2,800萬美金來加以改善。
在飛行操作的成本方面，2005年F-22每飛行1小時需23,282美元。2007年美國空軍預算分析局估計到了2015年時，這個運作成本將上漲到49,549美元。2008年F-22的公開運作成本是19,750美金，相對於F-15僅需17,465美元。F-22並未能如設計階段預估般，具備較低的操作與維修成本。

## 事故
- 2004年12月20日15时45分（美国西部时间），一架美军F-22起飞时失控，坠毁于内华达州内利斯空军基地，飞行员弹射逃生。坠毁的F-22隶属于美国空军第422试验评估大队。[35]
- 2009年3月25日一架F-22在执行一项“测试飞行任务”时在加利福尼亚南部沙漠地带坠毁。试飞员死亡。[36]
- 2010年11月17日，一架駐守於阿拉斯加艾門朵夫空軍機地（Elmendorf AFB）、隸屬美國空軍第525飛行中隊的F-22在进行例行的飞行训练之後，於當地時間晚上19时40分与地面控制中心失去联系，搜救結果顯示飛行員傑佛瑞·漢尼上尉（Capt. Jeffrey Haney）在墜毀前並沒有順利彈射逃生[37]。事後的事故調查顯示意外可能起因於戰機上配置的機上氧氣產生系統（On-Board Oxygen Generating System，OBOGS）有設計瑕疵，在高空飛行時會造成供氧不足而導致飛行員昏迷。空軍作戰司令部的威廉·佛瑞瑟上將於2011年5月3日下令旗下為數165架的F-22機隊無限期停止作戰飛行任務，並將訓練飛行限制在25,000尺的高度以下，直到找明事故原因並完成相關改善為止。之所以將訓練飛行高度限制在25,000呎，是因為飛行員在此高度下如果感覺到呼吸困難，還會有足夠的時間緊急將飛行高度降低至氧氣充足的18,000呎，避免意外發生。[38]
- 2012年7月，美国空军宣布，F-22的供氧问题根源来自于增压服及相关系统出现问题，并已经更换其阀门和过滤器。在当时仍有美军的飞行员和工程师并不相信美军已经解决了F-22的根源问题。[39]2011年9月复飞到2014年4月，F-22每年飞行2.6万小时，没有再出过一起缺氧事故。[40]
- 2012年11月15日下午3時30分，一架駐地佛羅里達州巴拿馬市郊外廷德尔空军基地（Tyndall AFB）的F-22，在完成訓練飛行任務回程時墜毀於98號公路附近，飞行员成功彈射逃生，但意外造成的濃煙導致高速公路封閉兩小時[41][42]。
- 2018年4月15日，美国空军的一架F22战机在演习时，摔在机场跑道上。据悉这架F22是因为飛行員喜歡挑戰極限，起飞时过早的收起了起落架，结果飞机的升力不够，导致飞机摔在机场跑道上，該機花了數年還沒修好。[來源請求]
- 2020年5月15日，一架来自埃格林空军基地的F-22战机在例行训练任务中坠毁，飞行员成功弹射，而战机则坠毁在埃格林空军基地保留的偏远区域。[43]
- 2024年5月6日上午11點30分，一架美軍F-22猛禽戰鬥機於薩凡納/希爾頓海德國際機場（Savannah/Hilton Head International Airport）墜毀，所幸飛行員及時逃生並未受傷[44]。

## 戰績
- 2014年的紅旗軍演中F-22在對陣F-15、F-16及F-18的時候，打出了0:144的空戰交換比，模擬擊落144架假想敵戰機，自身0損失，證實了自己的性能上優勢，後被派往敘利亞轟炸恐怖組織「伊斯蘭國」（ISIS），完成了第一次作戰任務，從同年9月至隔年7月，F-22總共執行了204次單機出擊任務並分別在60個地點投下了270枚炸彈。
- 2023年中國高空氣球事件中，2月4日美國空軍一架從蘭利空軍基地（英语：Langley Air Force Base）起飛的F-22在南卡羅萊納州近海發射AIM-9X響尾蛇飛彈將氣球擊落，成為F-22首個空戰戰果及第五代戰鬥機首個空對空作戰記錄。[45][46]

## 流行文化

### 動畫
- 2013年—《噬血狂襲》：第五季中出現，用於攻擊天部的死都「菈連城」，但戰鬥機擁有者竟不是駐日美軍，而是航空自衛隊。
- 2024年—《勇氣爆發Bang Bravern》：當隸屬不明的機體攻擊夏威夷州時F-22猛禽戰鬥機曾與其展開空戰[47]。

### 電影
- 2003年—（Hulk）：暴怒的浩克在舊金山灣區躍上一架前來攔截的F-22戰機機身，卻因戰機急速爬升至高空而缺氧昏迷。
- 2005年—（War of the Worlds）：片中人类驾驶F-22与F-15等战斗机一起迎击外星人的三脚机器人，但因为对方有防护罩作为保护而导致攻击无效。
- 2007年—《變形金剛》（Transformers）：狂派的天王星(又譯紅蜘蛛、星星叫等)就是以F-22的形態在地球戰鬥，對抗一支F-22編隊，並於最後離開地球。
- 2007年—《異獸戰2》（Aliens vs. Predator 2）：電影最後由於局勢失控由軍方派出一架，攜帶核彈並投擲在市中心。值得一提的是F-22自2005年開始服役，但劇情時間線為2004年，且奇怪的可攜帶2枚核彈。
- 2008年—（Iron Man）：曾出現過兩架F-22追擊主角的劇情，其中一架F-22還因與鋼鐵人碰撞而意外墜毀。
- 2009年—（Transformers: Revenge of the Fallen）：數架美国空军F-22被派往埃及協助作戰，此外參戰的還有同樣掃描成F-22外型的狂派天王星。
- 2010年—《天际浩劫》：片尾美军使用F-22试与入侵地球的外星人展开战斗，结果却全军覆没[48]。
- 2013年—（Olympus Has Fallen）：曾有三架F-22登場，被指派拦截北韓特務所駕駛的AC-130空中砲艇。
- 2013年—（White House Down）：有3架前往執行轟炸白宮的任務。
- 2013年—（Pacific Rim）：曾有數架F-22在真理子的回憶中迎擊襲擊日本的螃蟹型怪獸，其中还有一架被怪兽打中爆炸；奇怪的是劇中裝備有2挺機砲，各放左右。
- 2024年—帝國浩劫：美國內戰：西部力量曾在美國內戰中使用F-22猛禽戰鬥機[49]。

### 游戏
- 1999年—《Incoming》：为ADATA北美方面军所配属的战斗机，配备于加利福利亚卫星发射场，剧情模式中在第四关以友军之姿出现，不可被玩家操控，但可在街机模式中被玩家所选择使用。
- 1999年—《彩京1945 III》：为可选自机之一，总体性能较均衡，移动速度适中，激光可以贯穿整个屏幕，但火力与综合性能平庸并没有任何突出之处。
- 2001年—《空戰奇兵04 破碎的天空》：可選擇機之一。
- 2003年—《終極動員令：將軍》：美國陣營的主力戰鬥機。
- 2003年—《終極動員令：將軍 絕命時刻》：增加美國陣營的空軍將軍延伸出的"猛禽王戰機"，原有的4發導彈增加至6發，擁有更快的裝填速度及雷射點防禦。
- 2011年—《空戰奇兵 突擊地平線》：主角所駕駛之飛機，可使用AIM-120等及視距外武器。
- 2019年—《空戰奇兵7 未知天際》：可選擇機之一。

## 圖集

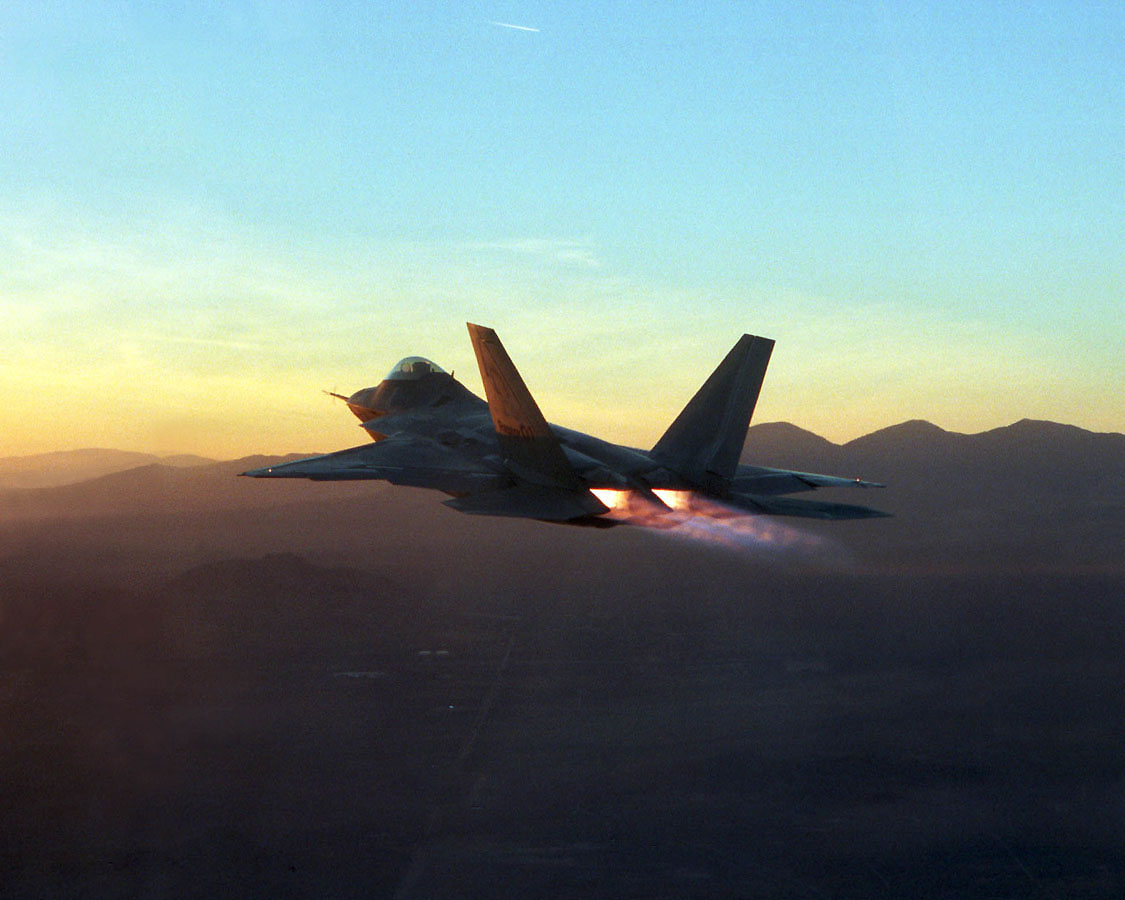
向量推力噴嘴
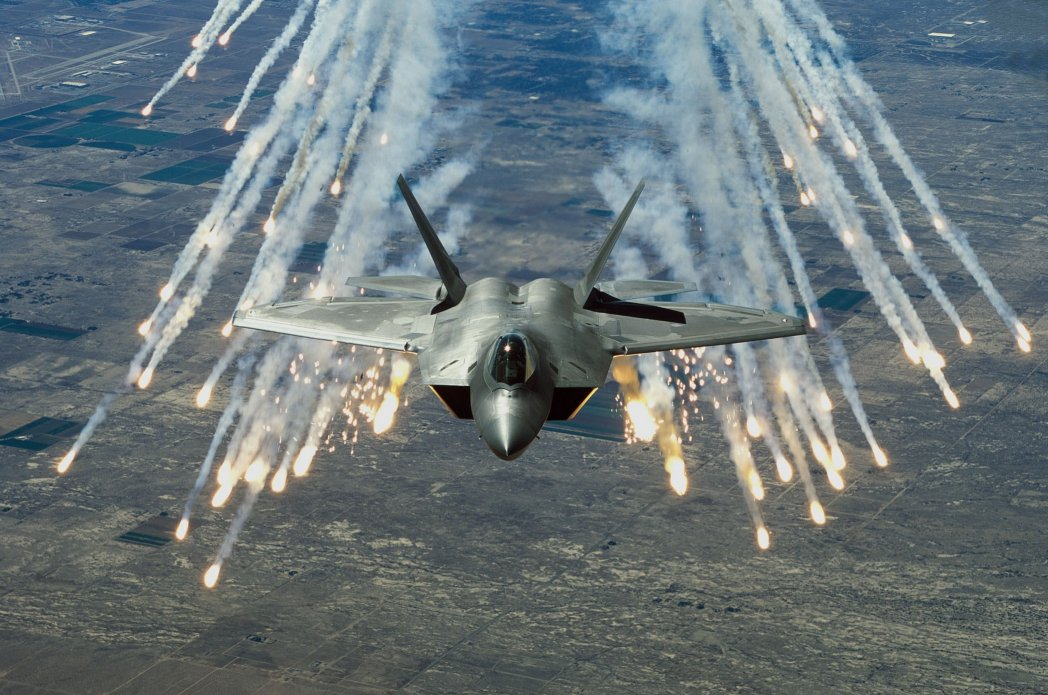
發射熱引，從而避開鎖定
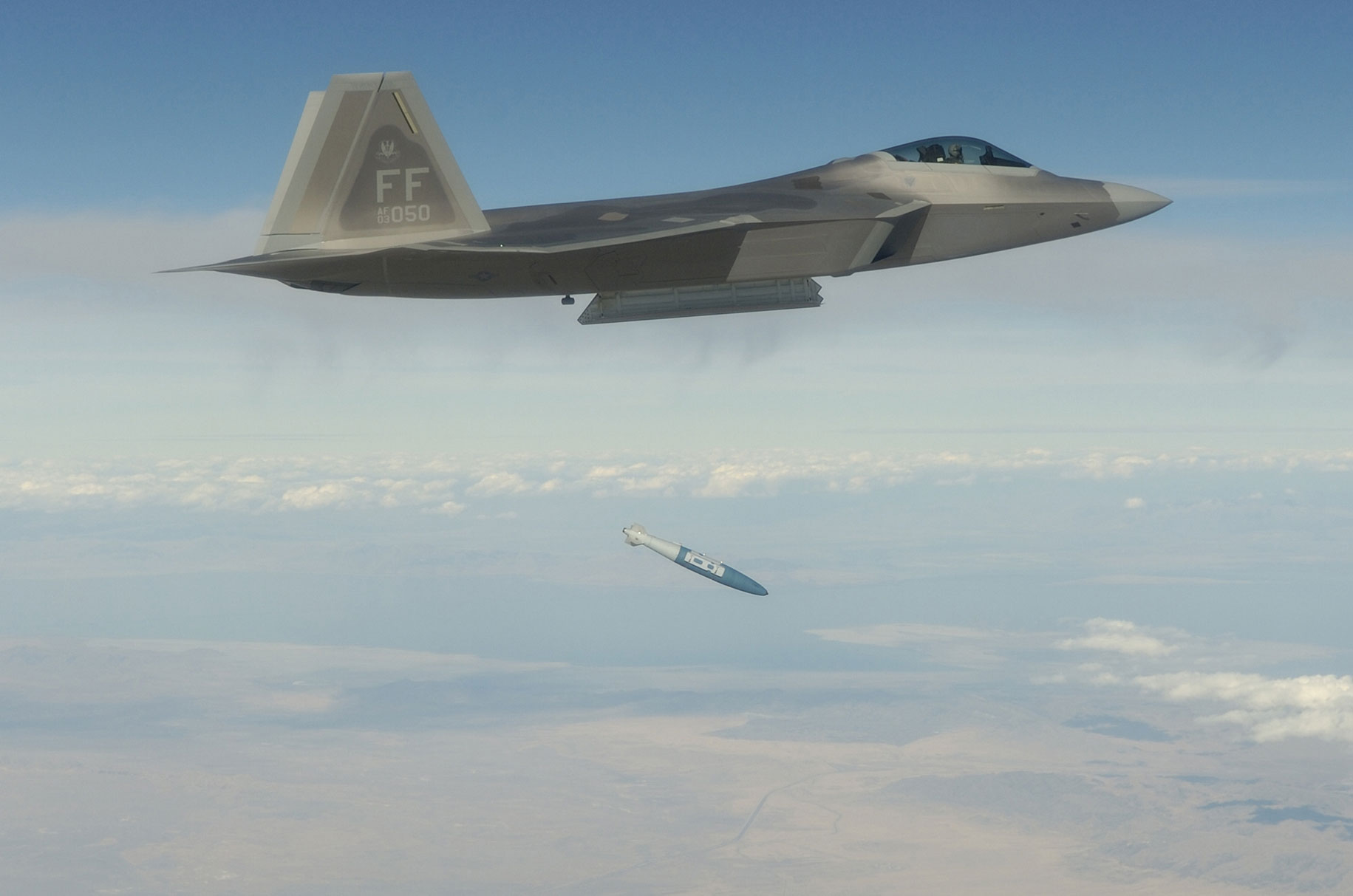
投下GBU-32炸彈，攝於2005年10月20日
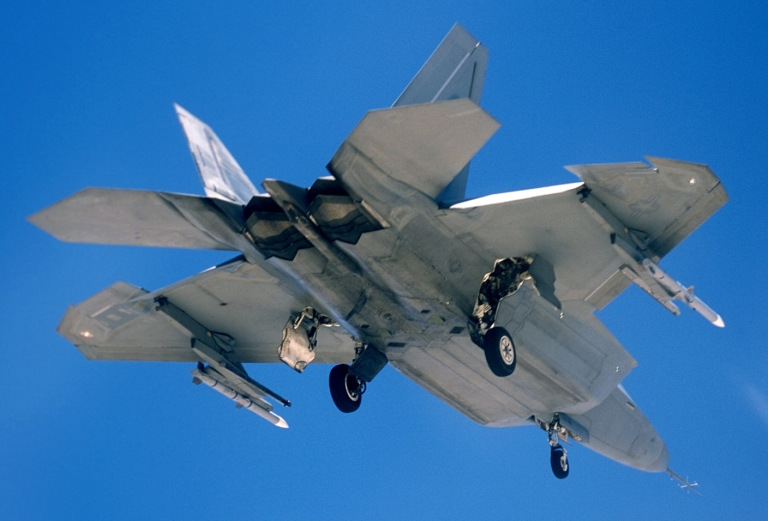
主翼下可以外掛AIM-120但是會犧牲匿蹤
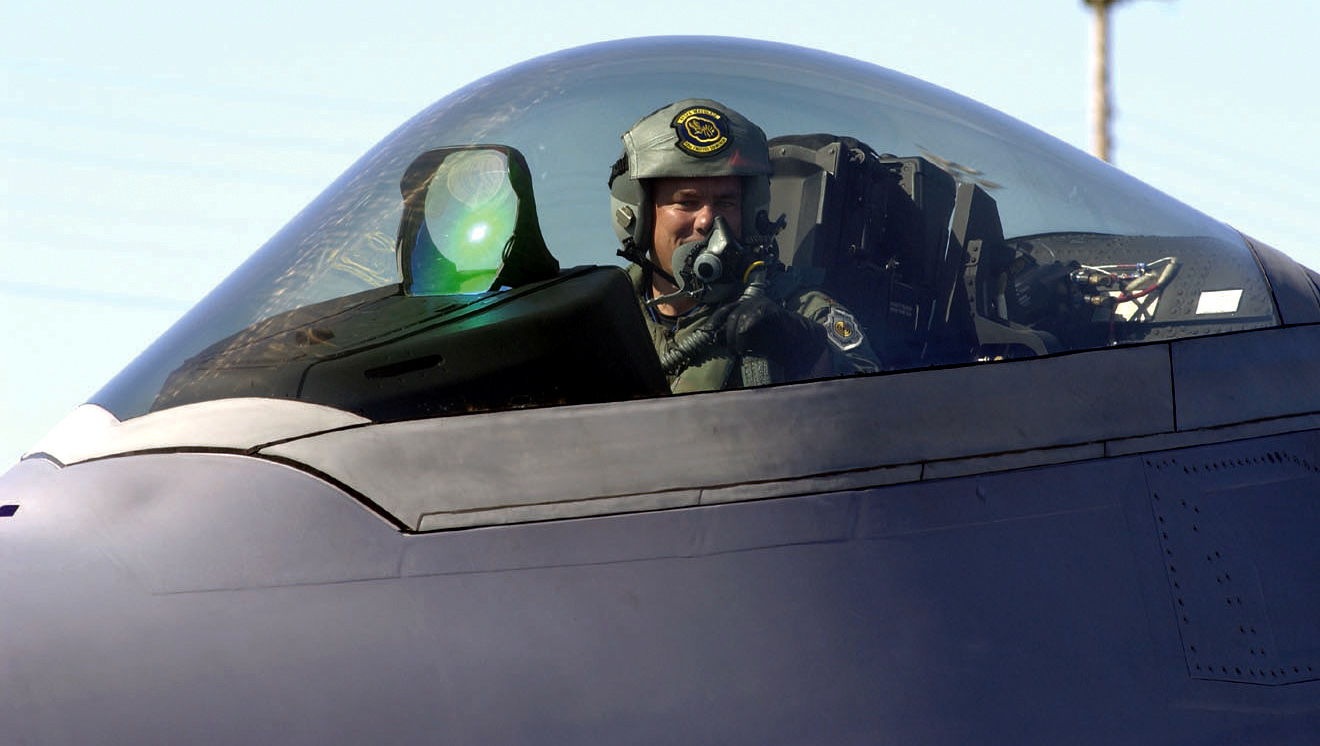
座艙
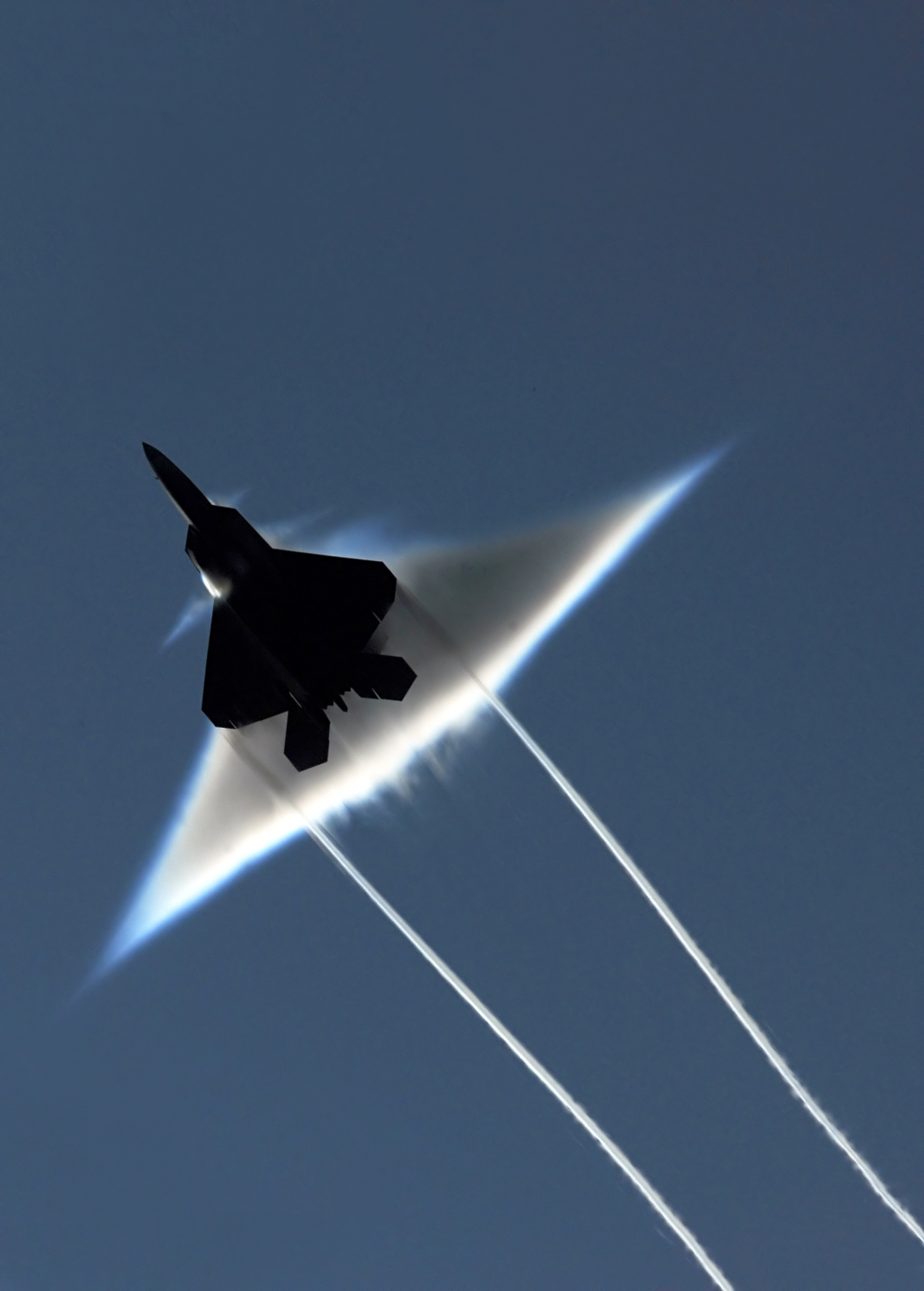
F-22突破音障瞬间
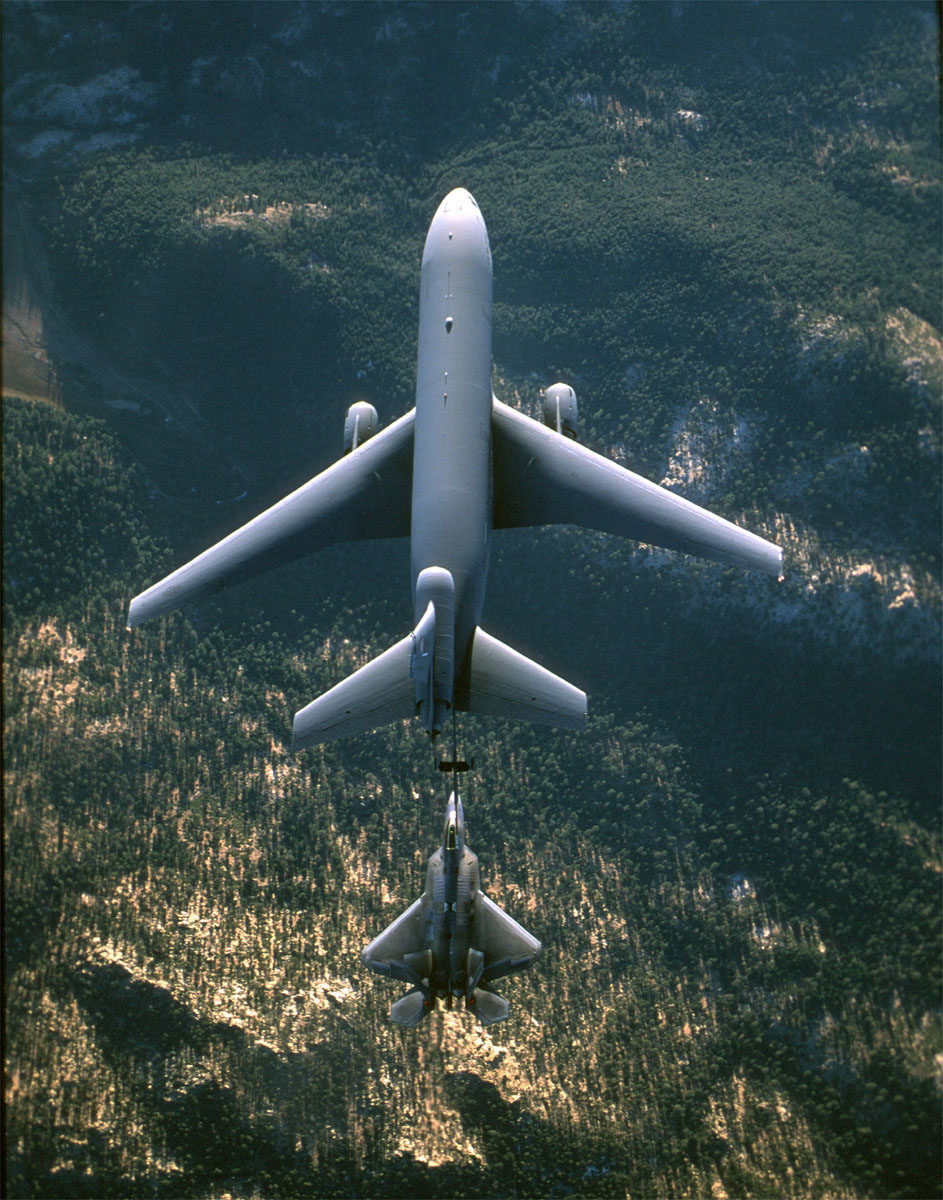
空中加油
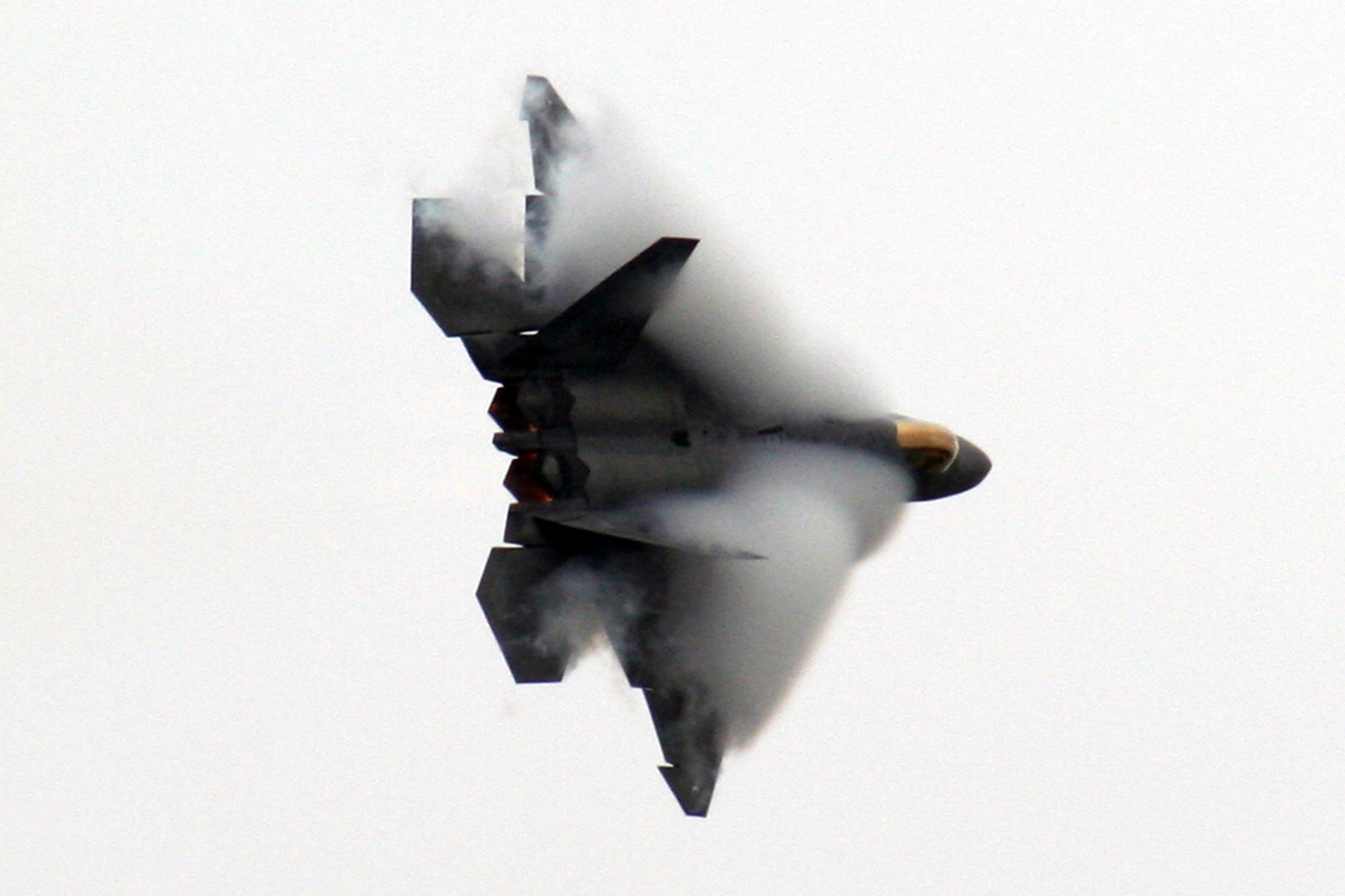
出色的设计使其在大迎角飞行状态下机翼上部更容易获得低压区
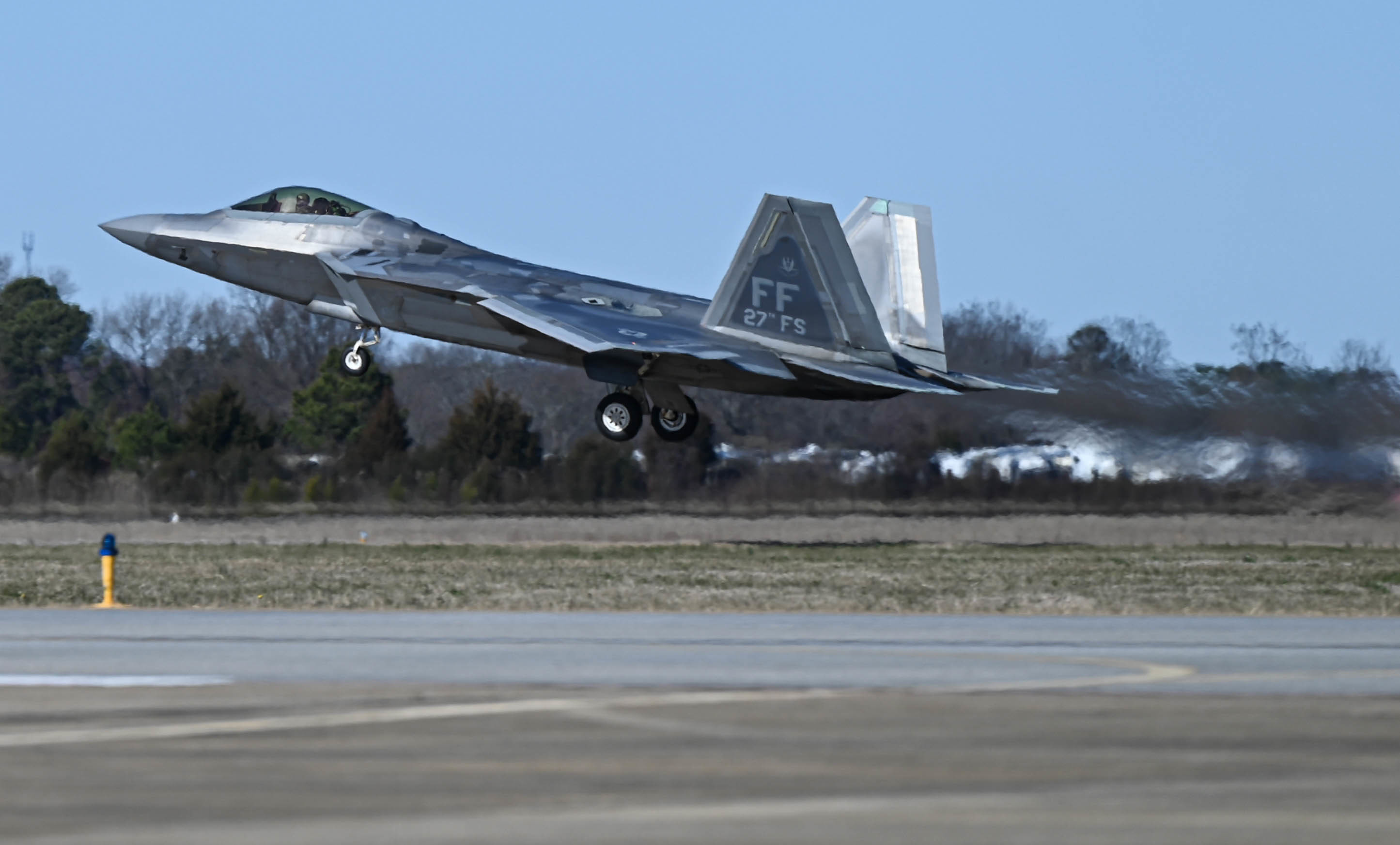
美國空軍第1戰鬥機聯隊的F-22在氣球事件中從維吉尼亞州蘭利-尤斯蒂斯聯合基地（英语：Joint Base Langley–Eustis）起飛

## 參看
- 先進戰術戰鬥機
- YF-23
- FB-22
- Su-57
- J-20